# کارت‌رایت (منیتوبا)
کارت‌رایت (به انگلیسی: Cartwright) یک روستا در کانادا است که در منیتوبا واقع شده‌است. کارت‌رایت ۳۰۲ نفر جمعیت دارد.